# GNU (企業)
GNU株式会社（英称：GNU, Inc.）は、東京都中央区日本橋蛎殻町に本社を置く、ホールディングスカンパニーである。
日本国内に連結子会社4社を有する純粋持株会社であり、子会社は主にシステム開発事業・ネット広告事業・人材派遣事業・施設運営事業を展開している。

## 概要
完全子会社4社（チャンスラボ株式会社、インフォニア株式会社、株式会社ロムテックジャパン、グッド・コスメ・ラボ株式会社）を通じて、IT関連サービスを中心に展開、ネット系の情報サービス、ECサイトを複数展開し、システム開発やIT人材派遣、紹介業も行う。ネットサービスでは、懸賞情報サイトの老舗Chance It!を運営、数十万人の会員を保有している。IT関連サービスの他に東京都中野区の中野サンプラザにて貸オフィス事業も行っている。

## 沿革
- 1992年4月 - 人工雪を用いた屋内通年型ゲレンデ事業を営む会社として、株式会社スノーヴァ設立。
- 1998年4月 - 株式額面変更のための合併。
- 2000年3月 - 東京証券取引所マザーズ上場。
- 2002年8月 - 株式会社アドバックスに商号変更。
- 2003年10月 - 人材派遣業を営む完全子会社として株式会社ADVAX－MASHを設立。
- 2005年5月 - 人材派遣業の株式会社ロムテックジャパンを完全子会社化。
- 2006年7月 - 下記8月の完全子会社化が、不適当な合併等による実質的存続性喪失にあたるとして上場廃止猶予期間入り[1]。
- 2006年8月 - システム・ソフトウエア開発業のチャンスラボ株式会社、ネット広告業の株式会社アドクロスを完全子会社化。株式会社チャンスイットは孫会社となる。
- 2007年6月 - システムの受託開発を行う完全子会社として株式会社ビゼムを設立。
- 2007年8月 - 株式会社チャンスイットを直接の完全子会社とする。
- 2008年2月 - システム開発会社である株式会社ICTビジネスソリューションズを完全子会社化。
- 2008年4月 - 株式会社チャンスイットが株式会社アドクロスを吸収合併。
- 2010年4月 - 上場廃止猶予期間が終了し監理銘柄となる。
- 2010年4月 - チャンスラボ株式会社が株式会社ビゼムを吸収合併。
- 2010年8月 - マザーズ上場廃止[2]。
- 2011年1月 - GNU株式会社に商号変更。
- 2011年4月 - 株式会社ロムテックジャパンが株式会社ADVAX－MASHを吸収合併。
- 2011年10月 - チャンスラボ株式会社が株式会社ICTビジネスソリューションズを吸収合併。
- 2012年9月 - グッド・コスメ・ラボ株式会社を設立。
- 2013年4月 - 株式会社チャンスイットがインフォニア株式会社に商号変更。